# Misaoni eksperiment
Pomoću misaonih eksperimenata (Gedanken-Experiment, ili Gedankenerfahrung) se razmatra određena hipoteza, teorija ili princip u cilju razmišljanja o njenim/njegovim posledicama. S obzirom na strukturu takvog eksperimenta, možda ne bi bilo moguće izvesti ga, a čak i kad bi bilo, ne mora postojati namera da se on izvede.